# Woodstock (Wirginia)
Woodstock – miasto w Stanach Zjednoczonych, w stanie Wirginia, w hrabstwie Shenandoah.